# Rocillo (Ampuero)
Rocillo es una localidad española del municipio de Ampuero, perteneciente a la comunidad autónoma de Cantabria.

## Geografía
La localidad está a 110 m s. n. m. y a un kilómetro de distancia de la capital municipal, Ampuero.

## Historia
Hacia mediados del siglo XIX, el lugar era referido como un barrio ya por entonces perteneciente a Ampuero. Aparece descrito en el decimotercer volumen del Diccionario geográfico-estadístico-histórico de España y sus posesiones de Ultramar de Pascual Madoz con las siguientes palabras:

ROCILLO: barrio en la prov. de Santander, part. jud. de Laredo; corresponde á la v. de Ampuero.
(Madoz, 1849, p. 532)

En 2023, la entidad singular de población tenía empadronados 91 habitantes.

## Patrimonio
Posee un ermita dedicada a San Esteban de estilo románico y erigida entre finales del siglo XII y comienzos del XIII.